# Nursing Home
Nursing Home — второй студийный альбом британской инди-рок группы Let’s Wrestle, изданный 16 мая 2011 года на лейблах Full Time Hobby и Merge Records. Альбом продюсировал Стив Альбини.

## Содержание
Тексты песен альбома содержат юмор и остроумие, фокусируясь на таких темах, как компьютерные игры и общение с друзьями. Лирика также более самоотрицающая и апатичная, чем в предыдущих песнях.

## Отзывы
| Совокупная оценка          | Совокупная оценка |
| Источник                   | Оценка            |
| -------------------------- | ----------------- |
| Metacritic                 | 74/100            |
| Оценки критиков            |                   |
| Источник                   | Оценка            |
| AllMusic                   | [ 5 ]             |
| The A.V. Club              | B–                |
| Boston Phoenix             | [ 2 ]             |
| Drowned in Sound           | 8/10              |
| MSN Music (Expert Witness) | A–                |
| MusicOMH                   | [ 8 ]             |
| NME                        | 7/10              |
| Pitchfork                  | 6.7/10            |
| PopMatters                 | 6/10              |

Альбом получил положительные отзывы музыкальной критики и интернет-изданий. Songs You Make at Night получил оценку 74 из 100 на агрегаторе рецензий Metacritic, основанную на отзывах критиков, что свидетельствует о «в целом благоприятном» приёме.
Тим Сендра из AllMusic сказал в рецензии, что «… группа улучшила дебютник как в звучании, так и в песнях. Во-первых, они наняли Стива Альбини для работы над альбомом, и его простой, мощный и незагроможденный стиль записи идеально подходит группе. Барабаны обрели мощь и четкость, которых иногда не хватало на дебюте, а гитары приобрели очень приятную хрустящую текстуру.».
В смешанной рецензии Дэниел Тебо написал: «В этом Доме престарелых еще много веселья, но совершенно ясно, что вечеринка сходит на нет». В более позитивной рецензии Роберт Кристгау написал, что помимо взросления, участники Let’s Wrestle «делают то, что все взрослые s.-. p.o.w.t.a. [slacker-punks или как их там] — пишут лучшие песни». Майкл Уилер из Drowned in Sound поставил альбому оценку 8/10 и написал, что песня «For My Mother» — «возможно, лучшее и дальнейшее доказательство идиотско-савантской гениальности Let’s Wrestle».
Многие рецензенты восприняли Nursing Home как отражение более зрелой группы, чем дебютный альбом группы, In the Court of the Wrestling Let’s. По словам Дэниела Тебо, Nursing Home «на несколько оттенков темнее, чем ожидалось». Дэвид Шеппард также оценил Nursing Home как улучшение по сравнению с дебютом, написав, что Nursing Home «по понятным причинам более хрустящий, чем его предшественник», и что «на этот раз мелодии более последовательны, а тексты Гонсалеса более широки по охвату». Майкл Уилер написал, что Nursing Home был «если не совсем изысканным, то уж точно более плотным и сфокусированным в своей несдержанности», чем In the Court of the Wrestling Let’s, а также описал его как более последовательный и единый.

## Список композиций
1. In Dreams (Part 2)
2. If I Keep on Loving You
3. In the Suburbs
4. Bad Mamories
5. Dear John
6. For My Mother
7. I’m So Lazy
8. There’s a Rockstar in My Room
9. I Forgot
10. I Am Useful
11. I Will Not Give In
12. Getting Rest